# Гюнтер XL (граф Шварцбург)
Гюнтер XL, граф Шварцбург, известен так же как Богатый и Гюнтер с толстым ртом (31 октября 1499, Зондерсхаузен — 10 ноября 1552, Герен) — правящий граф Шварцбург-Бланкенбурга с 1525 года. Спустя время Гюнтер XL объединил большую часть Шварцбурга.

## Биография
Гюнтер был старшим сыном Генриха XXXI, графа Шварцбург-Бланкенбурга (1473—1526), и его первой жены Магдалены Хонштайнской (1480—1484). Его дедушкой был Гюнтер XXVIII Шварцбург-Бланкенбург (1450—1484), а его бабушкой была Катарина вон Кверфурт (1452—1521). Спустя время Гюнтер XL объединил большую часть Шварцбурга. Он ввёл протестантизм в своей стране и во время Шмалькальденской войны воевал на стороне протестантов.
В делах феодализма Гюнтер XL поддержал Морица Саксонского и вошёл в конфликт с Иоганном Фридрихом Великодушным, курфюрстом Саксонии. Иоганн вторгся в Шварцбург и поджёг Зондерсхаузен. Гюнтеру пришлось бежать и лишь после поражения Иоганна Фридриха в 1547 году в битве при Мюльберге он вернулся в свои земли.
Для демонстрации своего богатства, Гюнтер в 1533 году разрушил замок в Зондерсхаузене и на его месте построил новый, в стиле Ренессанса. Замок образует старое северное, восточное и южное крылья теперешнего Зондерсхаузенского дворца.
Гюнтер XL умер 10 ноября 1552 года в Герене. После его смерти, Шварцбург был разделён между четырьмя сыновьями графа. Таким образом, Гюнтер стал родоначальником двух линий Шварцбургского дома, доживших до начала XX века: Шварцбург-Зондерсхаузен и Шварцбург-Рудольштадт.

## Семья
29 ноября 1528 года Гюнтер XL женился на Элизабет, дочери Филипа, графа Изенбург-Бюдинген-Ронненбурга. В браке родилось 10 детей:
- Гюнтер XLI (1529—1583), граф Шварцбург-Арнштадта.
- Магдалена (1530–1565), вышла замуж в 1552 году за Иоганна Альберта VI, графа Мансфельд-Арнштайна.
- Амалия (1531–1542).
- Иоганн Гюнтер I (1532–1586), граф Шварцбург-Зондерсхаузена.
- Вильгельм I (1534–1597), граф Шварцбург-Франкенхаузена .
- Филипп I (1536-1536).
- Альберт VII (1537–1605), граф Шварцбург-Рудольштадта .
- Отто Генри (1538–1539).
- Анна Сибилла (1540–1578), вышла замуж в 1571 году за Людвига III, графа Изенбург-Биршитайн-Бюдингена.
- Элизабета (1541–1612), вышла замуж в 1576 за Иоганна VII, графа Ольденбурга[7].